# Comté de Hunterdon
Le comté de Hunterdon est un comté situé dans l'État du New Jersey, aux États-Unis. Son chef-lieu est Flemington. Sa population était de 128 947 habitants en 2020.

## Municipalités

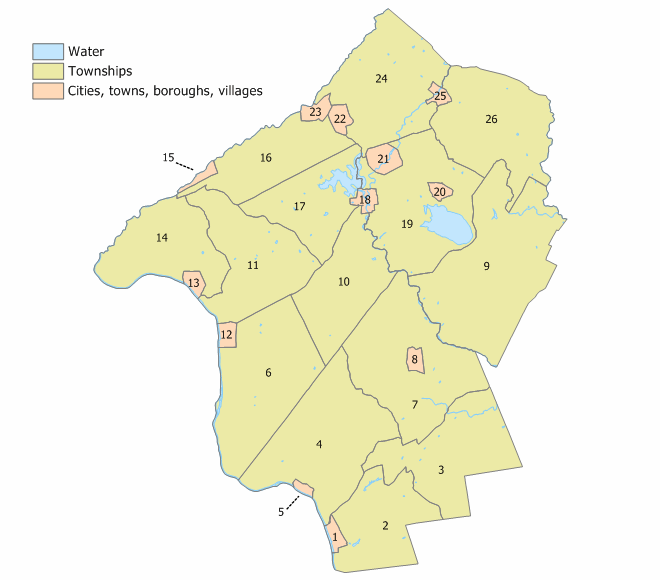
Carte des municipalités du comté.

- Alexandria Township (11)
- Bethlehem Township (16)
- Bloomsbury (15)
- Califon (25)
- Clinton (18)
- Clinton Township (19)
- Delaware Township (4)
- East Amwell Township (3)
- Flemington (8)
- Franklin Township (10)
- Frenchtown (12)
- Glen Gardner (22)
- Hampton (23)
- High Bridge (21)
- Holland Township (14)
- Kingwood Township (6)
- Lambertville (1)
- Lebanon (20)
- Lebanon Township (24)
- Milford (13)
- Raritan Township (7)
- Readington Township (9)
- Stockton (5)
- Tewksbury Township (26)
- Union Township (17)
- West Amwell Township (2)